# سالوادور سانچز سرن
سالوادور سانچز سرن (به اسپانیایی: Salvador Sánchez Cerén) (زاده ۱۸ ژوئن ۱۹۴۴)، سیاست‌مدار چپ گرای، معاون رئیس‌جمهور سابق (مائوریسیو فونس) از سال ۲۰۰۹ تا ۲۰۱۴ و رئیس‌جمهور کشور السالوادور از ژوئن ۲۰۱۴ تا ژوئن ۲۰۱۹ بوده‌است. 

## انتخابات ریاست‌جمهوری السالوادور ۲۰۱۴
سانچز سرن در انتخابات ریاست‌جمهوری السالوادور در سال ۲۰۱۴، نامزد حزب جبهه آزادی‌بخش ملی فارابوندو مارتی (FMLN) بود که توانست در دور دوم این انتخابات ۵۰٫۱۱ درصد آرا را کسب کند. نورمن کوییخانو یا (کیخانو آرنو)، رقیب او ۴۹٫۸۹ درصد آرا کسب کرد.
سانچز سرن در دور اول انتخابات که اوایل فوریه ۲۰۱۴ برگزار شد، ۴۹ درصد آرا و کوییخانو با ۳۹ درصد آرا کسب کرد. کوییخانو پس از انتخابات دور دوم، چپگرایان را به تقلب متهم کرده‌بود.
سانچز سرن و کوییخانو در رقابت‌های انتخاباتی وعدهٔ مبارزه با فقر گسترده و تبهکاری داده بودند. 

## جابجایی قدرت
پس از پایان جنگ داخلی سال ۱۹۹۲ در السالوادور، حزب محافظه‌کار آرِنا ۲۰ سال در قدرت بود. با پیروزی مائوریسیو فونس به عنوان نماینده سازمان چپگرای چریکی (FMLN) در انتخابات ریاست‌جمهوری السالوادور سال ۲۰۰۹ برای اولین‌بار قدرت را از حزب حاکم پس گرفت و پس از آن در انتخابات ریاست‌جمهوری ۲۰۱۴ با پیروزی سانچز سرن، دوباره حزب FMLN در قدرت ماند. 

## جنگ داخلی السالوادور
السالوادور به همراه تعدادی دیگر از کشورهای آمریکای مرکزی در ۱۵ سپتامبر ۱۸۲۱ از اسپانیا اعلام استقلال کردند. با تشکیل فدراسیون دولت‌های آمریکای مرکزی، السالوادور نیز به این فدراسیون پیوست ولی این فدراسیون عمر کوتاهی داشت و در سال ۱۸۳۸ منحل شد. السالوادور تا دهه‌ها بعد از استقلال شاهد انقلاب‌های بی‌شمار و نزاع و درگیری با سایر جمهوری‌های آمریکای مرکزی و کشورهای همسایه‌اش بود .
از سال ۱۹۳۱ تا سال ۱۹۷۹ در السالوادور کودتاهای مختلف صورت گرفت. 